# 성난 영웅들
"성난 영웅들"은 한국에서 제작된 정인엽 감독의 1965년 영화이다. 강신성일 등이 주연으로 출연하였고 홍의선 등이 제작에 참여하였다.

## 출연

### 주연
- 강신성일
- 김혜정
- 이대엽

## 기타
- 조명: 오인환
- 미술: 홍성칠